# 男祭り (UVERworldのコンサート)
男祭り（おとこまつり）は、UVERworldが2011年より開催していた男性限定ライブである。

## 概要
男性6人組のロックバンドであるUVERworldによる男性のみが参加できるライブである。男性限定のため女性は参加することができない。男性限定ライブの開催理由は、かつて男性ファンが少ないことにジレンマを感じていたメンバーの意向によるもので、男性にも届くようなメッセージをしっかりと放っていく為に行う流れとなった。デビュー当時バンドのファンの内99％が女性ファンであったこともメンバーは振り返っている。参加できる男性は一般販売が行われない場合はファンクラブ限定である。男祭りと題したライブでも会場の2階席をファンクラブの女性会員に開放した公演もある。ボーカルのTAKUYA∞の生誕祭では男祭りvs女祭りも開催されている。
2011年、初となる男祭りのライブをメンバーの出身地でもある滋賀県のB-FLATで開催。230人を動員した。翌年の2012年、大阪府のZepp Nambaで2回目の男祭りを開催し、2400人を動員したが、チケットが500枚残り完売することができなかった。しかし、その後徐々に会場規模は拡大し、動員数を増加しながら男祭りの開催を継続。2017年に埼玉県のさいたまスーパーアリーナで開催された男祭りでは2万3000人を動員し、男性限定ライブ動員数の日本記録を更新した。
2019年12月19日、12月20日の2日間、東京ドームにて公演を行い、2日目を男性限定ライブ"KING'S PARADE 男祭り FINAL"として開催。UVERworldは過去に東京ドームで「男祭り」を行うことを誓っており、実現する形となった。ファイナルと銘打たれており、最後の男祭りとして開催された。動員数は4万5000人となり、自身が持っていた男性限定ライブ動員数の日本記録を更新した。
2023年7月29日、7月30日の2日間、神奈川県の横浜国際総合競技場（日産スタジアム）にて公演を行い、2日目を男性限定ライブ"UVERworld KING'S PARADE 男祭りREBORN"として開催。約7万2000人を動員し、自身が持っていた男性限定ライブ動員数の日本記録を更新した。復活させた理由については「ただやりたかったから」とTAKUYA∞が述べており、自分の人生のピークがここでいいと思うくらいの気持ちで挑んだという。

## 男祭りの開催一覧
| 日程           | ツアータイトル                                                    | 会場・備考                                                                              |
| -------------- | ----------------------------------------------------------------- | --------------------------------------------------------------------------------------- |
| 2011年11月1日  | UVERworld 47/47 TOUR ～LIFE 6 SENSE～                             | 会場 - 滋賀県・B-FLAT 動員数230人（完売）                                               |
| 2012年7月12日  | UVERworld LIVE HOUSE TOUR 2012                                    | 会場 - 大阪府・Zepp Namba 動員数2,400人（500枚を残し完売せず）                          |
| 2012年7月26日  | UVERworld LIVE HOUSE TOUR 2012                                    | 会場 - 東京都・Zepp DiverCity 動員数2,700人（完売）                                     |
| 2013年2月28日  | UVERworld LIVE HOUSE TOUR 2013 〜THE ONE〜                        | 会場 - 東京都・Zepp DiverCity 動員数2,700人（完売）                                     |
| 2013年10月1日  | UVERworld KING'S SUMMER PARADE 2013                               | 会場 - 東京都・SHIBUYA-AX 動員数1,500人（完売）                                         |
| 2013年12月26日 | UVERworld ARENA LIVE 2013 winter                                  | 会場 - 東京都・日本武道館 動員数10,000人（完売）                                        |
| 2015年1月10日  | UVERworld Ø CHOIR TOUR 2014-2015                                  | 会場 - 神奈川県・横浜アリーナ 動員数14,000人（完売）                                    |
| 2015年9月13日  | UVERworld LIVE TOUR 2015                                          | 会場 - 兵庫県・ワールド記念ホール 動員数8,000人（完売）                                 |
| 2017年2月11日  | UVERworld KING'S PARADE 2017                                      | 会場 - 埼玉県・さいたまスーパーアリーナ 動員数23,000人（完売）                          |
| 2018年12月21日 | UVERworld LIVE TOUR 2018                                          | 会場 - 神奈川県・横浜アリーナ 動員数14,000人（完売）                                    |
| 2019年12月20日 | UVERworld UNSER TOUR                                              | 会場 - 東京都・東京ドーム 動員数45,000人（完売）                                        |
| 2023年7月30日  | UVERworld KING'S PARADE 男祭りREBORN at NISSAN STADIUM 6 VS 72000 | 会場 - 神奈川県・横浜国際総合競技場 動員数70,000人（7万人分が売れた段階で完売とさせた） |